# Teatrul de Nord (Satu Mare)
Teatrul de Nord (în maghiară Szatmárnémeti Északi Színház) este teatrul municipiului Satu Mare (finanțat, mai înainte, de Consiliul Județean Satu Mare). În cadrul instituției funcționează atât o secție română, cât și secția maghiară cu numele Trupa Harag György.

## Istoric

### Începuturile[3][4][5]
Teatrul sătmărean are o tradiție veche de 220 de ani. Primele spectacole au fost susținute în 1790 de către trupe ambulante, după care, până la finalizarea lucrărilor de construire a clădirii teatrului, spectacolele fuseseră găzduite de Breasla Cismarilor (dar și de hambarul familiei Jeney și de scena ocazională din grădina „Kotrókert”).
Începând cu anul 1847, teatrul orașului are clădire proprie, care se numără, în același timp printre primele clădiri de teatru ale regatului ungar. Această clădire funcționează până în 1892. Scena teatrului a găzduit evoluțiile celor mai importanți artiști ai epocii (printre ei numărându-se și Arany János, care, pentru o scurtă perioadă, se alătură unei trupe de actori ambulanți). Conducerea teatrului este asigurată de asemenea de personalități de o importanță deosebită a lumii teatrale, cum ar fi Szigligeti Ede, director al teatrului în anul 1865.
În 1892 este inaugarată noua clădire a teatrului în care începe să funcționeze un teatru permanent până la izbucnirea celui de-al doilea Război Mondial (Teatrul de Nord de azi își desfașoară activitatea în incinta acestei clădiri monumentale). În momentul inaugurării, clădirea teatrului se număra printre cele mai moderne ale vremii, era dodată cu scenă rotativă și curent electric. Pe scena acestui teatru modern, la acea vreme, au evoluat artiști ca: Oszkár Beregi, Emília Márkus, Mari Jászai, Lili Neményi, Oszkár Borovszky, Lili Poór sau László Gróf.
În urma bombardamentelor celui de-al doilea război mondial, clădirea a fost deteriorată, ceea ce a împiedicat continuarea activității teatrale a orașului pe o perioadă de zece ani, mai exact până în 1956, dată la care Harag György și tinerii lui discipoli întemeiază un nou teatru.

### Istoricul instituției[6][7]
Instituția a fost fondată în 1956 de Harag György și absolvenții promoției 1953 ai Facultății de Teatru din Cluj, sub denumirea de Teatrul Maghiar de Stat Satu Mare. În 1968, în urma înființării secției române, teatrul își continuă activitatea cu două secții sub denumirea Teatrul de Nord Satu Mare.

#### Înființarea secției maghiare[6][7][8][9]
Trupa maghiară a teatrului a luat naștere de fapt cu patru ani înaintea înființării instituției propriu-zise, inițial fiind secția maghiară a Teatrului de Stat din Baia Mare. Acestei generații fondatoare aparțin personalități ca Alajos Ács, al cărui nume poartă sala studio al teatrului, István Török, Béla Köllő, András Vándor, András Csiky, Piroska Nyíredi, Iza Nagy sau Angéla Soós, dar li s-au alăturat și actori mai în vârstă, cum ar fi spre exemplu István Nádai.
După terminarea facultății, tinerii absolvenți au hotărât să nu se despartă și să înființeze o trupă. Din relatările lui Harag György aflăm că acești tineri plecaseră împreună la București, cerând să li se permită înființarea secției maghiare a Teatrului de Stat din Baia Mare. În funcția de director și prim-regizor a fost ales, de către membrii trupei, tânărul lor profesor Harag György. Au reușit să își înceapă activitatea în 1953 la Baia Mare.
După ce condițiile dezvoltării profesionale s-au arătat inoportune (finanțare materială redusă, dificultățile cauzate de dimensiunea și starea clădirii teatrului în comună folosință cu secția română), i-a determinat, în 1956, să facă demersuri în obținerea permisiunii de a se muta la Satu Mare, oraș care deținea o clădire renovată, dar nefolosită. Clădirea teatrului sătmărean oferea mai multe oportunități trupei, numărul spectatorilor maghiari era mult mai mare și nu în ultimul rând, existase deja în acest oraș, o veche tradiție teatrală.
Pe 15 septembrie 1956 autoritățile au aprobat cererea, trupa a fost mutată la Satu Mare. Până pe 1 aprilie 1957 trupa funcționa ca secția maghiară din Satu Mare a Teatrului de Stat din Baia Mare. Reușitele trupei au început după o grea perioadă de pornire, publicul sătmărean fiind dezobișnuit de această formă de delectare. În studiul lui Harag György Bilanțul a patru stagiuni (Négy évad mérlege) se menționează că spectatorii au avut o oarecare reținere față de trupă, numărul spectatorilor era foarte redus, 60-70 de persoane, însă mult cunoscutul spectacol Nem élhetek muzsikaszó nélkül (Nu pot să trăiesc fără muzică) a reușit să reînvie "alianța" dintre trupă și spectatori.
Despărțirea oficială de teatrul din Baia Mare a avut loc pe 1 aprilie 1957. Începând cu această dată și pe o durată de 11 ani, până la înființarea secției române, continua să funcționeze ca Teatrul Maghiar de Stat din Satu Mare.

#### Înființarea secției române[5]
La sfârțitul anilor ’60, comunitatea română a orașului se dezvoltă în așa măsură încât se pune problema înființării unei trupe românești. Tradiția teatrului românesc are și ea antecedente. Încă la începutul secolului al XX-lea se prezintă unele încercări de promovare a teatrului și, treptat, solicitatrea unei trupe profesioniste, mai ales după ce Ardealul a fost reatașat României.
Liderul acestei mișcări a fost G. M. Zamfirescu, care a înființând în anii ’20 o trupă amatoare alcătuită din elevi români. Au fost însă, de asemenea, încercări în privința întemeierii unui teatru profesionist. La sfârșitul anilor ’40, a luat naștere un teatru românesc, Teatrul Constantin Nottara, dar, datorită atitudinii statului față de cultură și lipsei unei comunități închegate, nu a rezista decât un an (1947-1948). Cu excepția acestui an, orașul nu avusese teatru român profesionist, dar au fost invitați în oraș, pentru susținerea unor spectacole, trupe românești din întreaga țară (inclusiv Teatrul Național din București).
La sfârțitul anilor ’60 s-a consolidat cerința spectacolelor în limba română, și în 1968 s-a înființat și secția română. Primul spectacol în limba română a Teatrului de Nord, Haiducii de Victor Eftimiu, a avut loc pe 29 ianuarie 1968. După înființarea secției române, teatrul și-a schimbat și numele, anume Teatrul de Nord Satu Mare, nume pe care îl poartă și în prezent.
Teatrul comemorează cu evenimente festive aniversările înființării teatrului și ale celor două trupe, precum și fondatorii acestora aducând omagii la mormintele acestora.

## Clădiri[3][10]
Teatrul are o clădire principală (clădirea veche a teatrului),care se numără printre cele mai frumoase clădiri de teatru din Ardeal. Teatrul are o sală mare, un studio și o sală podium în care funcționează teatrul de păpuși al secției maghiare. Sala mare și sala studio sunt folosite atât de secția română, cât și de cea maghiară. În vecinătatea imediată a teatrului se află Studioul „Ács Alajos” (numit după celebrul actor și fost director Ács Alajos) care găzduiește recitaluri și spectacole studio.

### Clădirea principală
Clădirea Teatrului de Nord este cea de-a doua clădire de teatru în oraș. Temeliile ei au fost depuse pe 18 mai 1892, inaugurarea având loc, în cadrul unei ceremonii festive, pe 14 ianuarie 1892. Proiectul a fost realizat de Voyta Adolf, arhitect din Pápa, lucrările au fost efectuate sub supravegherea arhitectului Szikszay Lajos din Debrețin, iar decorațiile interioare au fost create de Spanraft și Hirsch.
Clădirea teatrului sătmărean este o clădire cu mai multe niveluri, are o capacitate de 365 de locuri la care se adaugă cele 75 de locuri ale lojei superioare, dar care, din motive de siguranță nu sunt accesibile momentan publicului. La această lojă superioară accesul este asigurat și de o intrare separată deoarece, cu ani în urmă, aceste locuri erau cele mai ieftine și cele mai îndepărtate de scenă, cumpărate în special de spectatori cu situație materială modestă. 
Pe lângă sala mare, în această clădire se găsește și sala podium.

### Studioul Ács Alajos
Studioul „Ács Alajos” se află în vecinătatea imediată a teatrului, amenajat la parterul unui vechi bloc de locuințe. Locul rezervat spectatorilor este de dimensiuni variabile și cu o capacitate de maxim 50 de spectatori. După decesul lui Ács Alajos, conducerea teatrului a hotărât botezarea sălii studio după mult apreciatul actor și director.

## Structura instituțională
Teatrul are atât secție română, cât și secție maghiară, în fruntea cărora se află directori artistici. Instituția este condusă de un director general. Secția maghiară funcționează sub numele Trupa Harag György în cadrul căreia se include și Teatrul de Păpuși „Brighella”.

### Finanțare, conducere
Începând din vara anului 2010 finanțatorul Teatrului de Nord este Consiliul Municipal Satu Mare.

#### Directorii teatrului
Vezi și Lista directorilor teatrului din Satu Mare.
- Harag György
- Csíky András
- Ács Alajos
- Gergely János
- Baumgartner Tibor
- Cristian Ioan
- Stier Péter
- Andrei Mihalache
- Sorin Oros
- Vasile Țăran

##### Conducerea actuală[11][12]
- Vasile Țăran - director general (manager)
- Andrei Mihalache - director artistic al secției române
- Bessenyei Gedő István - director artistic al Trupei Harag György
- Stier Péter - director administrativ
- Doina Coleff - contabil șef

Activitatea directorului general este ajutată de un consiliu administrativ, alcătuit din politicieni locali delegați de Consiliul Municipal, iar activitatea directorilor artistici de consiliul artistic al fiecărei secții în parte, format din artiștii trupelor.

### Trupe (personal artistic)

#### Secția română[13][14][15][16]
- Andrei Mihalache director artistic, regizor
- Ovidiu Caita regizor
- Alexandru Radu scenograf
- Cristian Gatina scenograf
- Gabriela Tănase coregraf
- Adriana Vaida actor
- Alina Negrau actriță
- Anca Similar actriță
- Andreea Mocan actriță
- Carmen Fratila actriță
- Camelia Rus actriță
- Carol Erdős actor
- Ciprian Vultur actor
- Dana Moisuc actriță
- Dorin Ceoarec actor
- Dorina Nemes actriță
- Gabriela Dorgai actriță
- Ion Tifor actor
- Marcel Mirea actor
- Radu Botar actor
- Radu Sas actor
- Rora Demeter actriță
- Sergiu Tabacaru actor
- Stefan Bordea actor
- Tibor Székely actor
- Vasile Blaga actor
- Vlad Muresan actor

#### Secția maghiară (Trupa Harag György)[17]
- Bessenyei Gedő István director artistic, dramaturg
- Balogh Attila regizor
- Vargyas Márta regizor
- Dobre-Kóthay Judit scenograf
- Bodor Judit scenograf
- Szabó Anna scenograf
- Gabriela Tănase coregraf
- Bándi Johanna actriță
- Bessenyei István actor
- Czintos József actor, membru onorific
- Egger Géza actor
- Gaál Gyula actor
- Galló Ernő actor
- Gál Ágnes actriță
- István István actor
- Kányádi Szilárd actor
- Kovács Éva actriță, membru onorific
- Laczkó Tekla actriță
- László Zita actriță
- Lőrincz Ágnes actriță
- Márkó Eszter actriță
- Marosszéki Tamás actor
- Méhes Kati actriță, membru onorific
- Nagy Orbán actor
- Némethy Zsuzsa actriță
- Péter Attila Zsolt actor
- Poszet Nándor actor
- Rappert-Vencz Stella actriță
- Sándor Anna actriță
- Soós Angéla actriță, membru onorific
- Schwarczkopf Adriana actriță
- Szugyiczky István actor, membru onorific
- Tóth Páll Miklós actor, membru onorific
- Varga Andrea actriță
- Varga Sándor actor
- Zákány Mihály actor
- Végh Balázs secretar literar
- Tamás Ágnes secretar artistic

##### Teatrul de păpuși „Brighella”[18]
- Szilágyi Regina regizor
- Bandura Emese actor-mânuitor
- Bandura Tibor actor-mânuitor
- Nagy Anikó actor-mânuitor
- Nagy Tamás actor-mânuitor

## Sistemul de abonamente[19]
Teatrul funcționează pe un sistem de abonamente bine consolidat. Abonamentele, atât ale secției române, cât și cele ale secției maghiare, poartă numele unor oameni de cultură, scriitori, poeți, artiști, bine cunoscute de public.